# Neivamyrmex microps
Neivamyrmex microps är en myrart som beskrevs av Borgmeier 1955. Neivamyrmex microps ingår i släktet Neivamyrmex och familjen myror. Inga underarter finns listade i Catalogue of Life.

## Bildgalleri

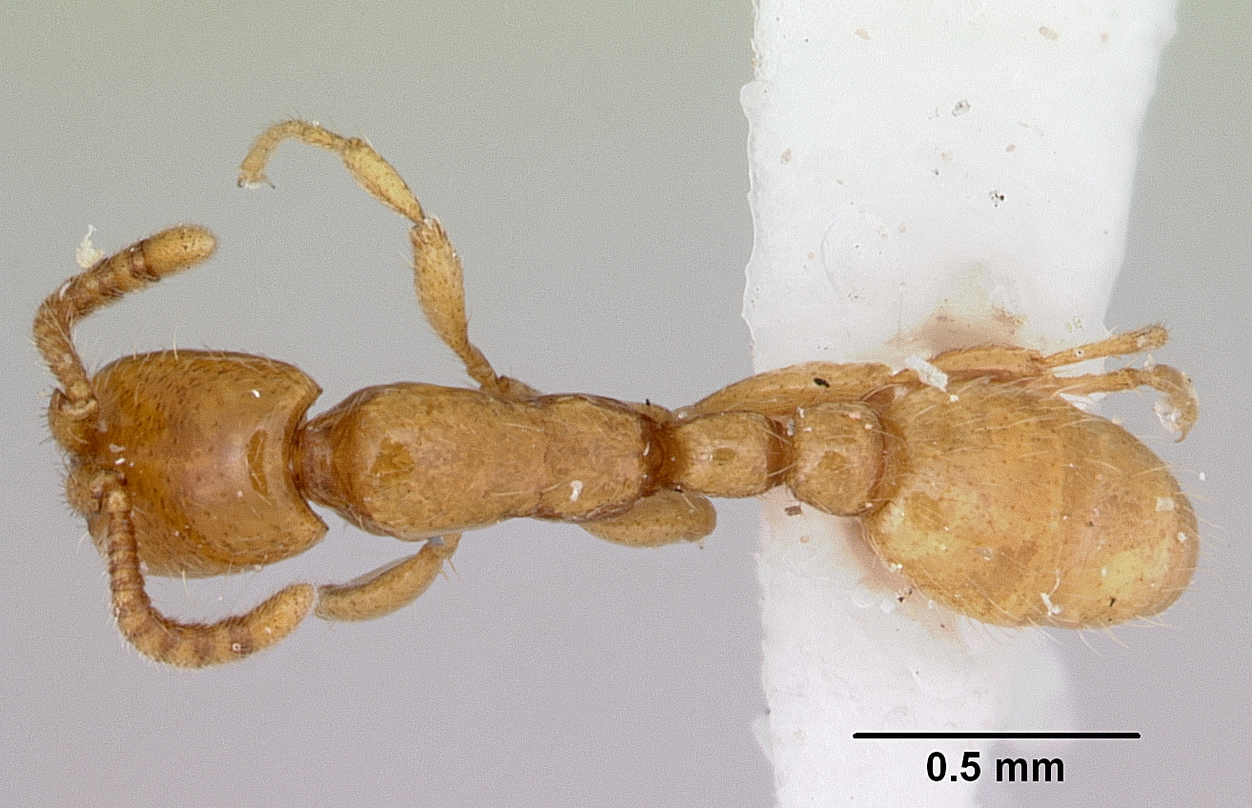
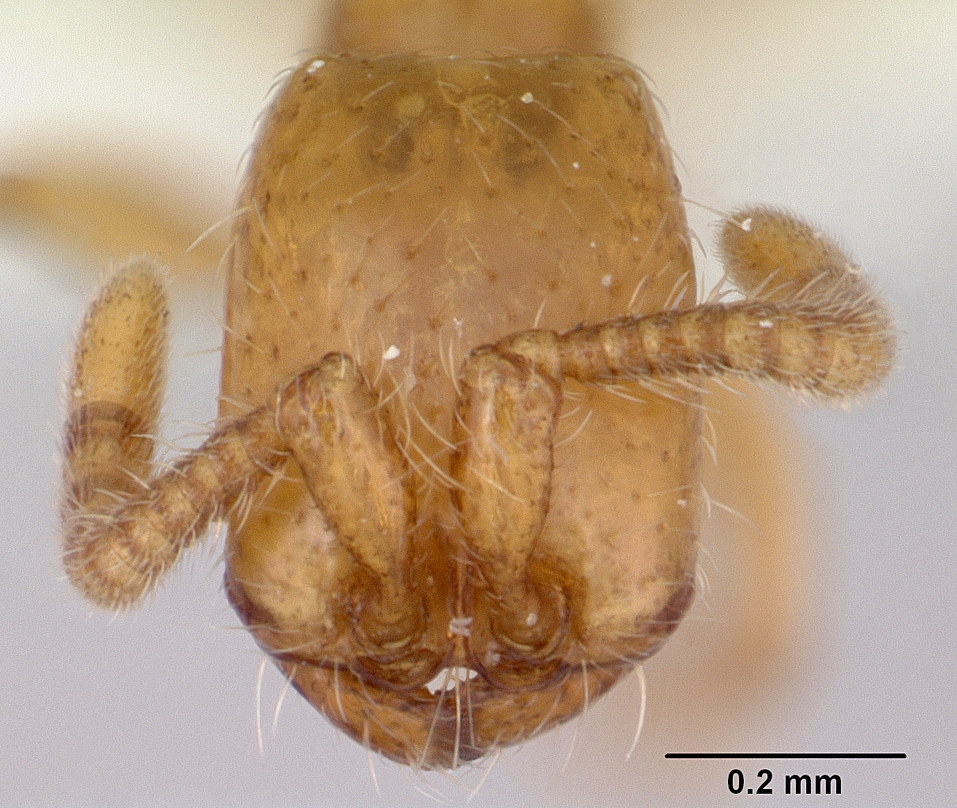
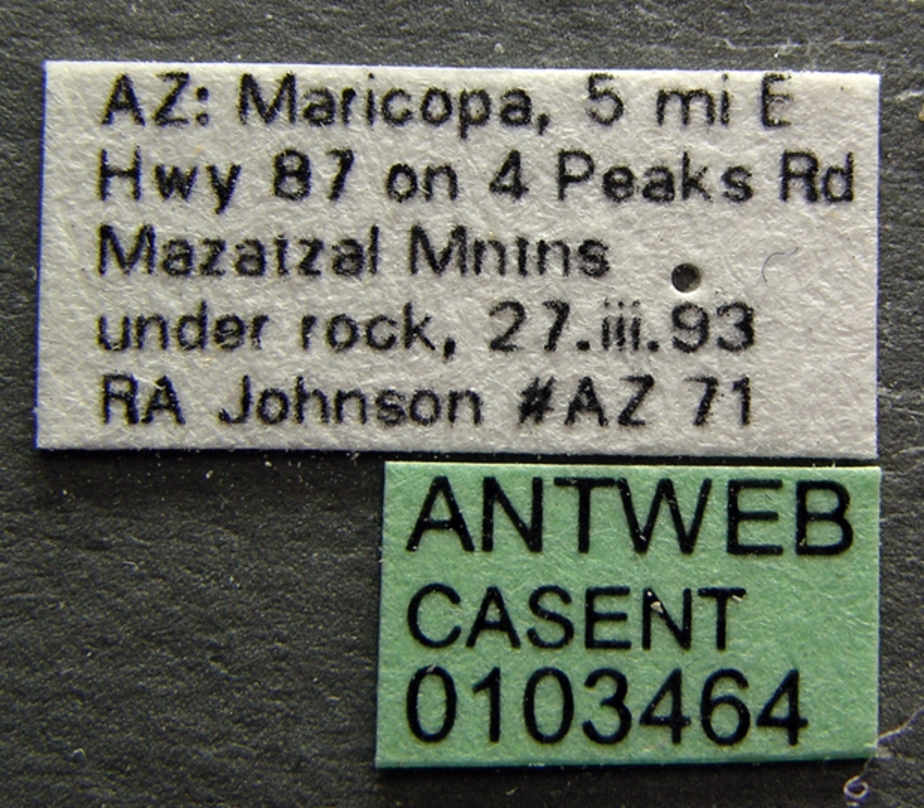
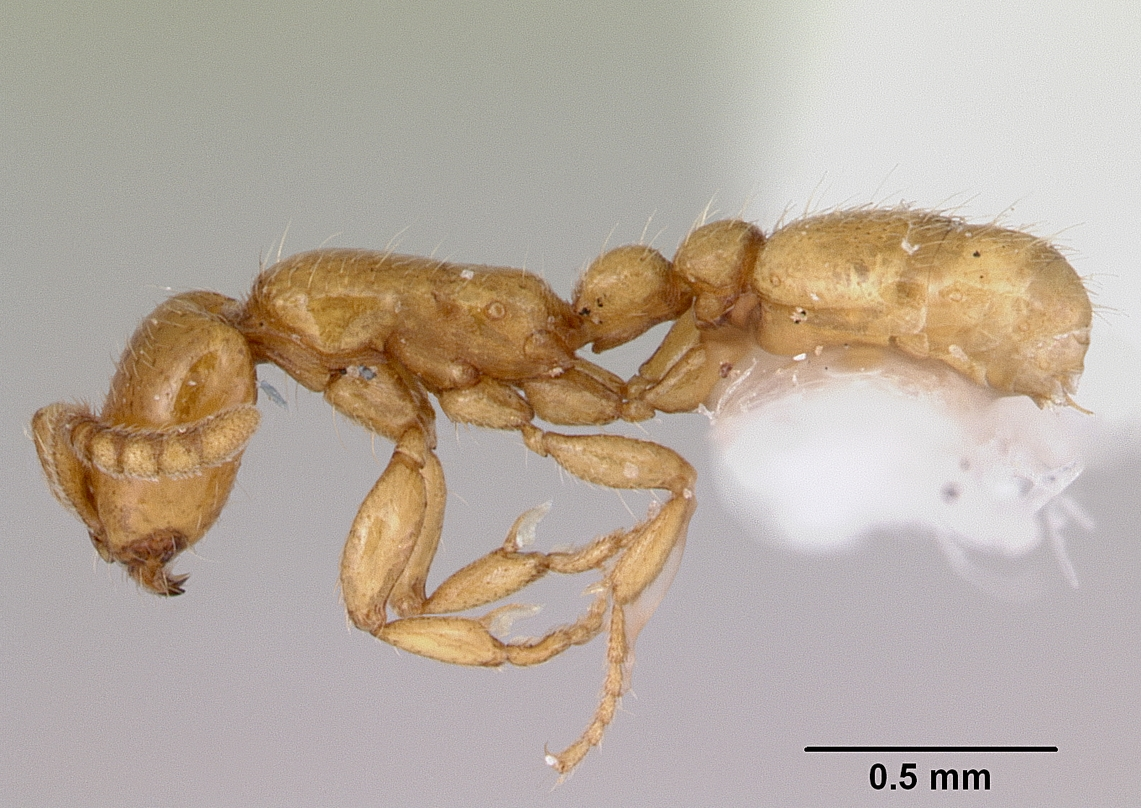
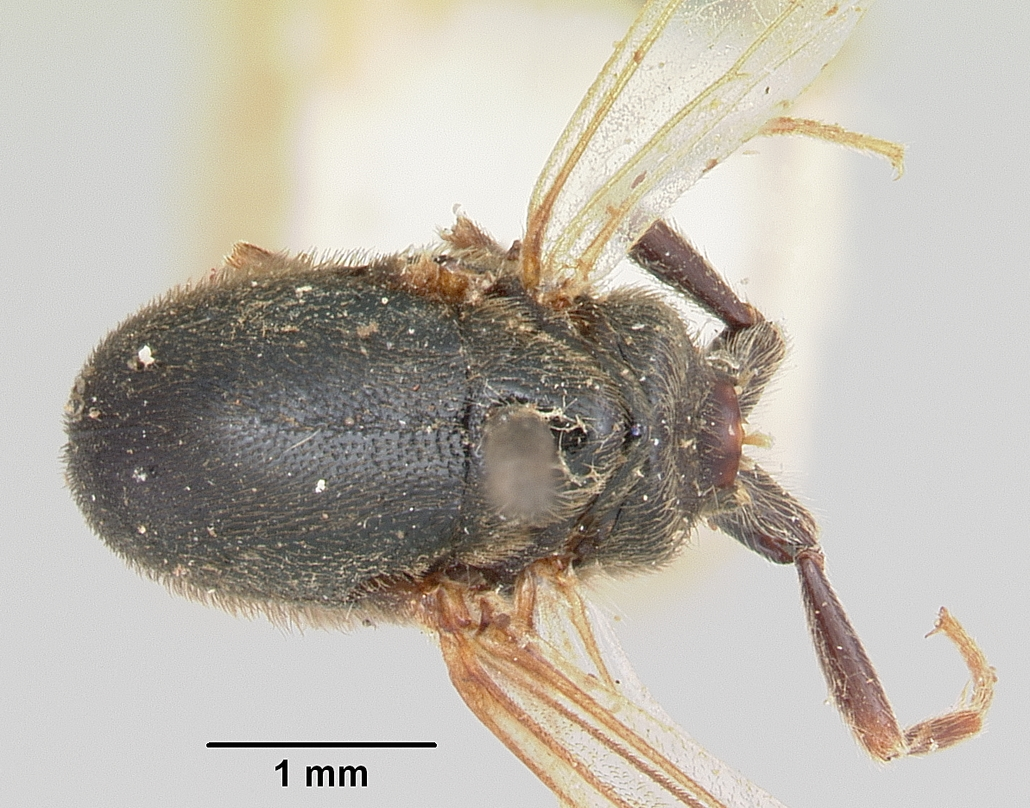
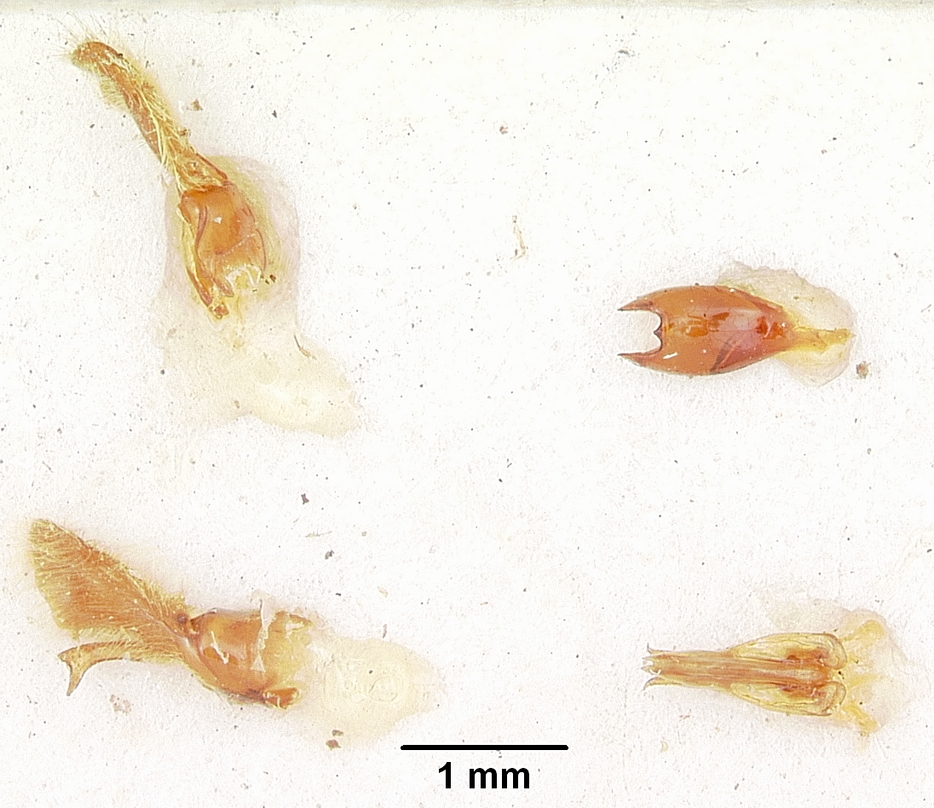